# Metopius nodiformis
Metopius nodiformis är en stekelart som först beskrevs av Pierre L. G. Benoit 1961.  Metopius nodiformis ingår i släktet Metopius och familjen brokparasitsteklar. Inga underarter finns listade i Catalogue of Life.